# Брендинг национальных мифов и символов
Брендинг национальных мифов и символов (сокр. БНМС, от англ. "branding national myths and symbols" — BNMS) — область исследований, которая фокусируется на брендинге и маркетинге народных мифов и символов. Исследование сочетает теории маркетинга, межкультурной коммуникации, социологии, связи с общественностью и семиотики. Согласно этой теории, осознание национальных (или коллективно-групповых) внутренних мифов и символов может привести к развитию культурных отношений между нациями. Область исследований начали около 2000 г., а в 2009 г. она получила своё название.
Принципы БНМС связаны с национальным брендингом, но отличаются от него. Основное отличие в том, что национальный брендинг в первую очередь повышает глобальный имидж нации, чтобы добиться положительного экономического эффекта, в то время как БНМС занимается раскрытием и демонстрацией значений, которые стоят за внутренними национальными мифами и символами. Иными словами, национальный брендинг это продажа или продвижение внешней национальной идентичности, а БНМС раскрывает внутреннюю идентичность, чтобы усилить веру собственных граждан или улучшить международные отношения между народами. Согласно теории, каждый национальный миф и символ обладает скрытыми значениями, которые могут усиливать недопонимание на межнациональном уровне.
Примеры БНМС — смена символов валюты, национального гимна и рекламы политических кампаний.

### Основные понятия
Национальный миф это вдохновляющий нарратив или анекдот о прошлом народа. Такие мифы часто служат в качестве важного национального символа и формируют набор национальных ценностей. Национальный миф часто может принимать форму народного эпоса, части гражданской религии, легенды или выдуманного рассказа, который был поднят до серьёзного мифологического, символического и достаточно уважаемого уровня, чтобы стать для народа правдой. Такие мифы могут чрезмерно драматизировать истинные происшествия, пропускать важные исторические детали или добавлять подробности без доказательств; или же это может быть просто вымышленная история, которую никто не считает дословной правдой, но она символически значима для народа.
Народный фольклор многих народов содержит миф о происхождении, который может включать в себя борьбу против колониализма или войну за независимость. Народные мифы часто служат разным общественным или политическим целям, например, спонсируются государственной пропагандой или вдохновляют на гражданскую добродетель и самопожертвование.
Иногда значение национального мифа может стать предметом спора между различными частями населения, группами большинства и меньшинства, что делает брендинг и рекламу национального мифа необходимыми.
Всемирная организация интеллектуальной собственности (ВОИС) провела несколько симпозиумов по защите фольклора, так называемых «традиционных выражений культуры», чтобы предотвратить их «незаконное присвоение» путем брендинга, патентования, товарных знаков или авторских прав другими лицами.

### Недавние примеры
Очевидный пример 2011 года — использование «греко-римских символов, объединенных в христианство» на банкнотах валюты еврозоны. Многие нации помещают свои национальные идеи на свои деньги «с помощью брендинга национальных мифов и символов». Образ коронации Карла Великого находится на банкноте евро, потому что он «принят как Отец Европы и, следовательно, Европейского союза, со зданиями и комнатами, названными в его честь. Принятый «символ культуры ЕС ... символизирует дорическая колонна ... », но не обязательно представляет другие культуры Европы (скандинавские и т. д.). В конечном счете, Европа основана на мифе о полубогине Европе, и многие из ее символов основаны на древнегреческих видах искусства. Если Турция вступит в ЕС, эти изображения могут стать источником конфликта:
По словам Гомера, Европа родилась на полуострове Малая Азия, срединной части территории современной Турции. После того, как Европа была похищена Зевсом, принявшем форму белого быка, она провела взрослую жизнь с ним и с тремя их сыновьями на Крите в Греции. После своей смерти Европа считается географической матерью земной тверди. Чтобы завершить этот цикл, Европа должна признать свои родственные обязанности перед своими детьми в Малой Азии. Подобные символы будут раздражать и увековечивать существующие взаимные недоразумения между Турцией и ЕС. Независимо от того, насколько каждый из них хотел бы понять другого, в конечном счете, без корректировки этих символов их попытки будут вялыми и неэффективными.

— Хатидже Ситки
Другой пример из 2011 это самосознание Японией своей научной экспертизы, которая была разрушена после землетрясения и цунами в марте, за которым последовала радиационная авария. В Нью-Йорк Таймс, профессор славистики Токийского университета Мицуёси Нумано написал: «Начинает казаться, что хваленое научно-техническое мастерство Японии приобрело характер некоего мифа, и этот миф дезориентировал национальных политиков и бизнес-лидеров».
В 2017 году реку Уонгануи в Новой Зеландии первой в мире наделили правами человека. Новозеландское племя маори из Уонгануи, которое считает священную реку своим предком, 140 лет боролось за то, чтобы ее признали живым существом. По закону, принятому парламентом Новой Зеландии, вред реке приравнивается к ущербу племени, так как они считаются единым целым. Также река получила двух попечителей: один представляет племя, второй — власти страны. Издание The Guardian считает, что теперь и другие местные племена могут требовать приравнять священные для них природные объекты к живым существам. Получив официальный юридический статус гражданина Новой Зеландии, река Уонгануи стала известна мировым СМИ и укрепила идентичность племени, транслировав его ценности другим народам.

### Брендинг национальных мифов и символов в РФ
Российским примером может служить Зворыкинский инновационный проект — разработанная в 2009 году программа Федерального агентства по делам молодёжи, названная в честь изобретателя русского происхождения Владимира Кузьмича Зворыкина. Заявленная цель проекта — популяризация инновационной деятельности среди молодых людей. С точки зрения БНМС, Зворыкин брендировался как символ того, что русские могут создавать инновации.
Ещё один пример — использование узнаваемых национальных символов в социальной рекламе со слоганом «это всё, чем мы будем гордиться, если ты перестанешь мечтать». Слоган вместе с изображениями водки, матрешки, балерины, автомата Калашникова и спутника опубликовали онлайн и на плакатах в качестве наружной рекламы в Москве в 2005 году. Автор идеи  — Степан Накамура. Призыв мечтать брендировали на контрасте с национальными символами прошлого, чтобы вдохновить москвичей на свободу творческого мышления и создания будущего.

### Исследования в этой области
Джонатан Роуз первым написал об этой концепции в 2000 году, где он утверждал, что в Канаде есть «порочный союз между рекламными агентствами и политическими партиями» с момента образования Конфедерации в 1867 году.
В статье 2003 года Роуз пишет, что национальные мифы усиливают и создают «сообщества и связывают [своих граждан]. Об этих мифах судят не по их правдивости, а по [их] метафорическому и символическому значению».
Роуз утверждал, что сообщения в рамках таких «созданных» мифов распространяются и в конечном итоге поддерживаются через «гражданское общество из его институтов, государственной политики и правительства». Его опытное исследование было посвящено созданию канадским правительством национальных мифов в 1980-х и 1990-х годах. Автор показал уникальность феномена (в 1980-х) через несколько ключевых пунктов:
1. «Государственная реклама используется, чтобы создавать и разрабатывать национальные символы и мифы».
2. Государство использует «рекламу, которая сосредотачивается вокруг существования субнациональных меньшинств», особенно для того, чтобы время от времени реагировать на угрозы правопреемства в провинции Квебек, которые могут распространиться на другие нации с воинствующими меньшинствами.
3. «Реклама настолько распространилась в канадской политике, что вопросы, требующие поддержки со стороны населения, с большой вероятностью будут доведены до общественности непосредственно через рекламные кампании».

Понятие «Брендинг Национальных Мифов и Символов» впервые было придумано в 2009 году турецко-австралийским ученым Хатидже Ситки в своей работе «Мифы, символы и брендинг: национальная идентичность Турции и ЕС». По словам Ситки, подобные давно существующие мифы мешают нам по-настоящему понимать и работать с «другим», поэтому предполагает, что культурное недопонимание между народами будет продолжаться до тех пор, пока они не поймут культурные мифы и символы друг друга. В книге «Циклическая формула "Нас / Другой + Другой"» Ситки объясняет, как Турция и Европейский союз могут извлечь выгоду, если признают, что они играют и продолжают играть «тройную роль» друг для друга.
БНМС утверждает, что такие коллективные группы, как ЕС, не должны быть «брендированы», чтобы повысить свою экономическую ценность. Вместо этого, их нужно брендировать, чтобы достичь своей культурной цели — перейти от «поликультурного» общества к становлению «мультикультурного» общества. Чтобы достичь этого, нации должны осознать скрытые значения своих мифов и символов и работать с ними. Виджей Прашад предлагает, чтобы концепция поликультурализма была способом борьбы с расизмом. Прашад определяет поликультуру как «временную концепцию, основанную на антирасизме, а не на разнообразии...»

### Критика
Саймон Анхольт, первый исследователь национального брендинга, таким образом критикует национальный брендинг, на котором основывается БНМС:
Можно задаться вопросом: если маркетинговые коммуникации работают так хорошо для продуктов и услуг, почему они не должны работать для стран и городов? Простой ответ заключается в том, что они не так хорошо работают с продуктами и услугами — или, по крайней мере, не так, как полагают большинство случайных наблюдателей. Хотя отличная реклама, привлекательные логотипы и запоминающиеся слоганы тесно связаны с мощными коммерческими брендами, они не являются причиной того, что эти бренды сильны: бренды становятся сильными, когда продукт, который стоит за ними, завоевывает доверие.